# Pinuccio Ardia
Pinuccio Ardia (eigentlich Roberto Ardia; * 21. August 1914 in Neapel; † 15. Februar 1994 in Rom) war ein italienischer Schauspieler.

## Leben
Ardia kam erst Mitte der 1960er Jahre zum Film, bei dem er von da an in etwa 20 Streifen besetzt wurde. Seine Bandbreite reichte von ernsthaften bis zu mehrheitlich komischen Rollen, darunter seine bekannteste in seinem Filmdebüt als Baron in Dino Risis Unser Boss ist eine Dame. Auch im Fernsehen war der kauzige, „bizarre Charakterdarsteller“ zu sehen; manchmal unter dem englischen Pseudonym Joel Hardy. Ardias Spezialität waren Dialektrollen, in denen der schnauzbärtige, mittelgroße und magere Schauspieler vor allem Charaktere seiner neapolitanischen Heimat zum Leben erweckte. Für das Fernsehen spielte er einige Gastrollen in Fernsehserien.

## Filmografie (Auswahl)
- 1966: Unser Boß ist eine Dame (Operazione San Gennaro)
- 1967: 10.000 blutige Dollar (10.000 Dollari per un massacro)
- 1967: Blaue Bohnen für ein Halleluja (Little Rita nel West)
- 1968: Die Abenteuer des Kardinal Braun (Operazione San Pietro)
- 1968: Django und die Bande der Gehenkten (Preparati la bara!)
- 1969: Blutrache einer Geschändeten (Testa o croce)
- 1970: Der Tod sagt Amen (Arizona si scatenò… e li fece fuori tutti!)
- 1971: Ein Hallelujah für Camposanto (Gli fumavano le colt… lo chiamavano Camposanto!)
- 1971: Kopfgeld für Chako (Bastardo… vamos a matar!)
- 1971: Zeig mir das Spielzeug des Todes (Il giorno del giudizio)